# George Edward Pendray
George Edward Pendray, né à Omaha, Nebraska, le 19 mai 1901 et mort à Cranbury, New Jersey, le 15 septembre 1985 est un américain conseiller en relations publiques, auteur, fondateur de l' American Interplanetary Society.

## Biographie

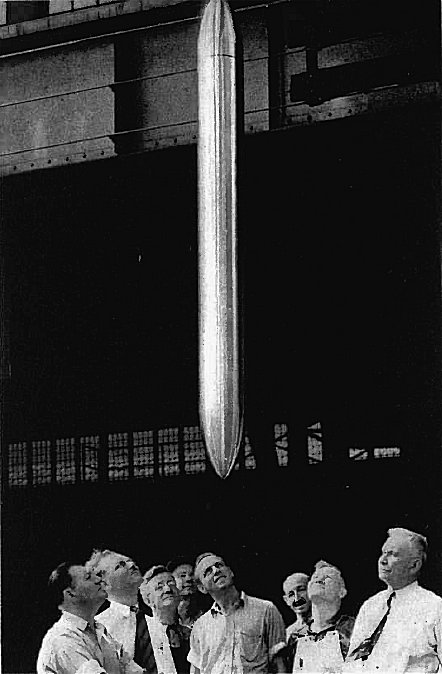
Capsule temporelle Westinghouse

Après un master à l'université Columbia en 1925 il entre au New York Herald Tribune de 1925 à 1933. De 1933 à 1936 il est éditeur pour le Literary Digest, un magazine littéraire de fictions. Il devient ensuite assistant du président de Westinghouse de 1936 à 1945. Dans ce cafre il crée un dispositif de capsule temporelle pour Westinghouse, utilisé à l'Exposition universelle de New York 1939-1940,. Il est également à l'origine de la création par cette société des lavomatiques baptisés laundromats.
Il devient docteur en droit de l'université du Wyoming en 1943.
En 1948 il fonde avec un associé  une société de relations publiques, la Pendray and Company dans laquelle il est actif jusqu'en 1970.
Il est un pionnier dans la promotion des fusées et des vols spatiaux. Il fonde l' American Interplanetary Society qui deviendra l' American Rocket Society. Cette société initialement populaire deviendra une société scientifique sous l'impulsion de Martin Summerfield. Elle sera ultérieurement fusionnée avec l'Institute of Aerospace Sciences pour devenir l'American Institute of Aeronautics and Astronautics.

## Publications
Pendray a publié sous son propre nom ou sous le pseudonyme Gawain Edwards dans des revues comme Amazing Stories.
- (en) George Edward Pendray, The Earth Tube, D. Appleton, 1929
- (en) George Edward Pendray, Men, Mirrors and Stars, Funk and Wagnall, 1935
- (en) George Edward Pendray, The Coming Age of Rocket Power, Harper & brothers, 1945
- (en) George Edward Pendray, The Guggenheim Medalists: Architects of the age of flight, Guggenheim Medal Board of Award of the United Engineering Trustees, 1964

## Distinctions
- Membre de l'Académie internationale d'astronautique[4].
- Consultant du select commitee on astronautics and space exploration de la chambre des représentants des États-Unis[4].
- L'AIAA a créé le prix George Edward Pendray pour récompenser les personnes ayant joué un rôle important dans la diffusion des publications scientifiques consacrées à la propulsion[5].